# Sargocentron
Sargocentron è un genere di pesci ossei marini appartenente alla famiglia Holocentridae.

## Distribuzione e habitat
I membri del genere si incontrano in tutti i mari tropicali. La maggior parte delle specie vivono nell'Indo-Pacifico e nell'Oceano Atlantico occidentale. S. ruber, attraverso la migrazione lessepsiana, si è stabilito nel mar Mediterraneo orientale dove è molto comune. Sono frequentemente associati alle barriere coralline.

## Specie
- Sargocentron bullisi
- Sargocentron caudimaculatum
- Sargocentron cornutum
- Sargocentron coruscum
- Sargocentron diadema
- Sargocentron dorsomaculatum
- Sargocentron ensifer
- Sargocentron hastatum
- Sargocentron hormion
- Sargocentron inaequalis
- Sargocentron iota
- Sargocentron ittodai
- Sargocentron lepros
- Sargocentron macrosquamis
- Sargocentron marisrubri
- Sargocentron megalops
- Sargocentron melanospilos
- Sargocentron microstoma
- Sargocentron poco
- Sargocentron praslin
- Sargocentron punctatissimum
- Sargocentron rubrum
- Sargocentron seychellense
- Sargocentron shimizui
- Sargocentron spiniferum
- Sargocentron spinosissimum
- Sargocentron suborbitale
- Sargocentron tiere
- Sargocentron tiereoides
- Sargocentron vexillarium
- Sargocentron violaceum
- Sargocentron wilhelmi
- Sargocentron xantherythrum[1]